# Guldörad tangara
Guldörad tangara (Tangara chrysotis) är en fågel i familjen tangaror inom ordningen tättingar.

## Utseende
Guldörad tangara är en vacker tangara. Den är blågrön med orangefärgat ansikte, kopparfärgad buk och tydliga svarta teckningar på huvud och rygg. 

## Utbredning och systematik
Fågeln förekommer i  Anderna från sydvästra Colombia till nordvästra Bolivia. Den behandlas som monotypisk, det vill säga att den inte delas in i några underarter.

## Levnadssätt
Guldörad tangara hittas i bergsbelägna molnskogar. Där håller den sig vanligen rätt högt uppe i träden och påträffas oftast som en del av kringvandrande artblandade flockar. I vissa områden besöker den fågelmatningar.

## Status och hot
Arten har ett stort utbredningsområde, men tros minska i antal, dock inte tillräckligt kraftigt för att den ska betraktas som hotad. Internationella naturvårdsunionen IUCN listar arten som livskraftig (LC).